# Soros Pál
Soros Pál (angolul: Paul Soros, születési neve Schwartz Pál, Budapest, 1926. június 5. – New York, 2013. június 15.) magyar születésű amerikai mérnök, feltaláló, üzletember és filantróp. Ő alapította a Soros Associatest, amely kikötői létesítményeket tervez és fejleszt. Alapítványa leginkább afrikai országoknak nyújtott támogatást.

## Családja
Édesanyja Szűcs Erzsébet, édesapja Soros Tivadar, öccse Soros György.